# Tenerife Club de Baloncesto
Il Tenerife Club de Baloncesto è stata una società cestistica avente sede a San Cristóbal de La Laguna, in Spagna. Fondata nel 1996, si è sciolta nel 2013 a causa di problemi finanziari.
Disputava le partite interne nel Pabellón Insular Santiago Martín, che ha una capacità di 5.100 spettatori.

## Palmarès
- Copa Príncipe de Asturias: 1

2003